# Litoria nigropunctata
Litoria nigropunctata és una espècie de granota del gènere Litoria de la família dels hílids. Originària d'Indonèsia i Papua Nova Guinea i algunes illes adjacents, inclosa Yapen, la seva localització tipus, i Gebe a les illes Maluku.
El seu hàbitat natural són boscos tropicals humits de les terres baixes i rius de corrent lent.